# Walter Lippmann
Walter Lippmann (n. 23 septembrie 1889 - d. 14 decembrie 1974) a fost un intelectual american, scriitor, reporter, sociolog, politolog, comentator politic celebru pentru a fi printre primii care au introdus conceptul de război rece în jurnalismul mondial. A studiat filosofia și limbile străine, franceza și germana, la prestigioasa Harvard University avându-i printre profesori pe filosoful George Santayana. Walter Lipmann a fost unul dintre primii politologi americani care au constat că democrația face adesea apel la metodele propagandei, un exemplu folosit de el fiind cel al intervenției americane în Primul Război Mondial, opinia publică fiind împotriva acestei intervenții. Toate aceste observații au fost formulate în eseul Public Opinion, care a avut și are în continuare ecou în rândurile celor care studiază fenomenul. Un alt concept pe care l-a introdus Lippmann a fost cel de stereotip de gen. Lippmann a fost de două ori distins (1958 și 1962) un premiu Pulitzer pentru coloana lui ziarul sindicalizate, "Astăzi și mâine.".

## Biografie
- A Preface to Politics (1913) ISBN 1-59102-292-4
  - A Preface to Politics la Proiectul Gutenberg
- Drift and Mastery (1914) ISBN 0-299-10604-7
- The Stakes of Diplomacy (1915)
- The Political Scene (1919)
- Liberty and the News (1920)
- Public Opinion (1922) ISBN 0-02-919130-0
  - Public Opinion la Proiectul Gutenberg
- The Phantom Public (1925) ISBN 1-56000-677-3
- Men of Destiny (1927) ISBN 0-295-95026-9
- American Inquisitors (1928)
- A Preface to Morals (1929) ISBN 0-87855-907-8
- Interpretations 1931-1932 (1932)
- The Method of Freedom (1934) out-of-print
- The New Imperative (1935)
- Interpretations 1933-1935 (1936)
- The Good Society (1937) ISBN 0-7658-0804-8
- U.S. Foreign Policy: Shield of the Republic (1943)
- U.S. War Aims (1944)
- The Cold War (1947) ISBN 0-06-131723-3
- Essays in the Public Philosophy (1955) ISBN 0-88738-791-8